# 膠片尺寸
膠片尺寸（film gauge）是攝影膠片或電影膠片所定義的物理尺寸。傳統而言主流的膠片尺寸是8毫米，16毫米，35毫米以及65/70毫米（這裏的65 mm是針對負片本身，70 mm是針對發行拷貝；多出的5 mm是爲磁帶音軌保留的）。歷史上曾經也存在過其他的膠片尺寸，尤其是在默片時代，最主要的是9.5毫米膠片，也包括其他一整套從3毫米到75毫米的規格。

## 外部連結
- Running time calculator according to gauge, length and frame rate of the film